# Дворічний сільський округ
Дворі́чний сільський округ (каз. Двуречное ауылдық округі, рос. Двуречный сельский округ) — адміністративна одиниця у складі Єсільського району Акмолинської області Казахстану. Адміністративний центр — село Дворічне.
Населення — 1405 осіб (2021; 2085 у 2009, 2724 у 1999, 2896 у 1989).
Станом на 1989 рік існували Дворічна сільська рада (селища Дворічний, Приішимська) та Курська сільська рада (село Курське). Селище Роз'їзд 19 км ліквідовано 2001 року. 2019 року до складу сільського округу була включена територія ліквідованої Курської сільської адміністрації.

## Склад
До складу округу входять такі населені пункти:
| Населений пункт       | Населення, осіб (1989) | Населення, осіб (1999) | Населення, осіб (2009) | Населення, осіб (2021) |
| --------------------- | ---------------------- | ---------------------- | ---------------------- | ---------------------- |
| Дворічне, село        | 1431                   | 1357                   | 924                    | 597                    |
| --Насосна станція     | -                      | -                      | -                      | 8                      |
| Курське, село         | 1156                   | 1064                   | 923                    | 574                    |
| Приішимка, село       | 309                    | 303                    | 238                    | 226                    |
| Роз'їзд 19 км, селище | -                      | 0                      | -                      | -                      |